# 临汾路
临汾路是中華人民共和國上海市靜安區一條東西走向道路，西起東茭涇，東至江楊南路，全長1600米，寬度為20米，道路名稱來自於山西臨汾。道路於1982年至1984年間修建。道路周圍為彭浦新村。